# لاري سميث (كرة سلة)
لاري سميث (بالإنجليزية: Larry Smith)‏ مواليد 18 يناير 1958 في رولينغ فورك، هو لاعب كرة سلة محترف أمريكي سابق أصبح مدرباً بدأ مسيرته الاحترافية في سنة 1980 حيث تم اختياره من قبل فريق غولدن ستايت ووريورز خلال الدرافت، وحمل الرقم 13 و2. يبلغ طوله 6 قدم 8 بوصة (2.0 م). اعتزل اللعب في 1993.

## فرق لعب لها
- غولدن ستايت ووريورز
- هيوستن روكتس
- سان أنطونيو سبرز

## روابط خارجية
- لاري سميث على موقع إن بي أي (الإنجليزية)
- لاري سميث على موقع سبورتس رفرنس (الإنجليزية)
- لاري سميث على موقع كلية كرة السلة في سبورتس رفرنس.كوم (الإنجليزية)
- لاري سميث على موقع ريلجم (الإنجليزية)
- لاري سميث على موقع بروبوليرز (الإنجليزية)
- لاري سميث على موقع سبورتس رفرنس (الإنجليزية)
- لاري سميث على موقع كلية كرة السلة في سبورتس رفرنس.كوم (الإنجليزية)
- لاري سميث على موقع قاعة ميسيسيبي للمشاهير الرياضية (الإنجليزية)